# Мартин-штаг

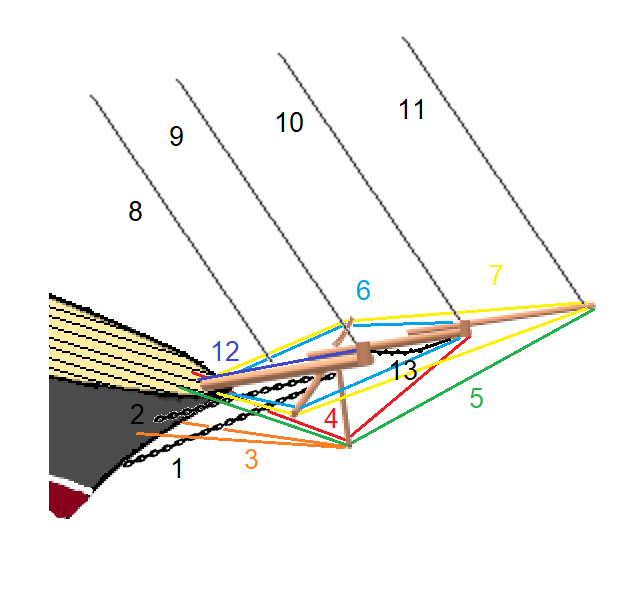
Стоячий такелаж складеного бушприта: 1 — ланцюговий ватер-штаг, 2 — ланцюгові ватер-бакштаги, 3 — мартин-бакштаги, 4 — утлегар-штаг (мартин-штаг), 5 — бом-утлегар-штаг, 6 — утлегар-бакштаги, 7 — бом-утлегар-бакштаги, 8 — фок-штаг, 9 — фор-стень-штаг, 10 — фор-брам-стень-штаг, 11 — фор-бом-брам-стень-штаг, 12 — лоп-штаг, 13 — утлегар-перти. Не показані лось-штаги відповідних штагів, що йдуть з фок-щогли.

Мартин-штаг, утлегар-штаг — снасть стоячого такелажу, що тягне донизу утлегар і врівноважує таким чином силу натягу штагів і кліверів. Мартин-штаг кріпиться до нока утлегаря, проходить через отвір у мартин-гіку і нерухомий блок на бушприті, після чого натягається талями на баку. Для міцності в утлегаря може бути кілька утлегар-штагів, які проходять через різні отвори на ноку мартин-гіка.
У разі наявності бом-утлегаря він теж споряджається своїм мартин-штагом (бом-утлегар-штагом): він проходить з нока бом-утлегаря через отвір у мартин-гіку, розташований дещо нижче отвору утлегар-штага, нерухомий блок на бушприті, після чого натягається талями на баку з іншого борту. Для міцності в бом-утлегаря може бути кілька бом-утлегар-штагів.

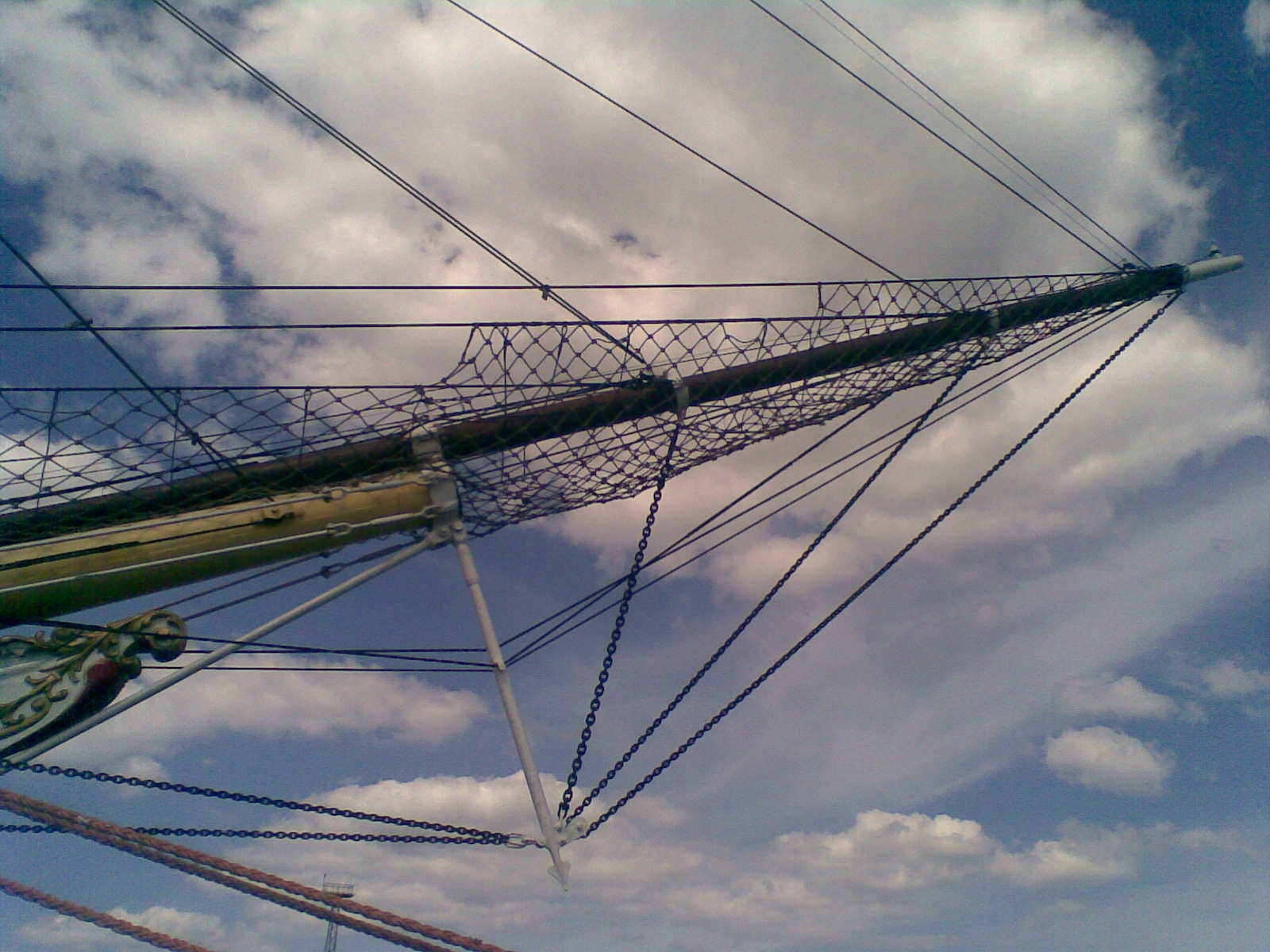
На фрегаті «Дар Помор'я» ланцюговий ватер-штаг замінено жорсткою тягою, ватер-бакштаги — півжорсткими, мартин-бакштаги ланцюгові, блінда-гафель, утлегар-бакштаги, бом-утлегар-штаги і бом-утлегар-бакштаги відсутні (бушприт подовжується одним утлегарем), а три ланцюгові утлегар-штаги мають тільки верхні частини.

## Мартин-бакштаги
Мартин-бакштагами називають парну снасть, троси якої йдуть від нока мартин-гіка до бортів судна.

## Утлегар-бакштаги
Утлегар-бакштаги — парна снасть нерухомого такелажу, що розкріпляє утлегар з боків. Троси кріпляться корінними кінцями на ноку утлегаря, проходять через ноки блінда-гафеля (блінда-реї, вусів бушприта) і кріпляться в передній частині корабля (на кран-балках, бітенгах або носових скулах). Додатково може встановлюватися друга пара утлегар-бакштагів, що кріпиться корінними кінцями до клівер-ринга — кільця, що пересувається по утлегарю.
У разі наявності бом-утлегаря він споряджається парою бом-утлегар-бакштагів, що теж проходять через ноки блінда-гафеля.

## Ватер-штаги
Ватер-штагом називається снасть стоячого такелажу (з троса, але частіше з ланцюга) що з'єднує бушприт з форштевнем. Подібно тому, як мартин-штаг тягне донизу утлегар, ватер-штаг відтягує донизу бушприт. Словом ундер-ватерштаг зрідка можуть називати частину мартин-штага, що йде від нока мартин-гіка до бака.
Ватер-бакштаг — парна снасть (частіше ланцюгова), що розкріпляє бушприт з боків (у горизонтальній площині) і з'єднує його нок зі скулами корабля.